# Coppa delle nazioni oceaniane femminile 2018
La Coppa delle nazioni oceaniane femminile 2018, ufficialmente 2018 OFC Women's Nations Cup, e citata anche come 2018 OFC Women's Championship, è stata l'undicesima edizione ufficiale del torneo riservato alle nazionali di calcio femminile oceaniane, organizzato dalla Oceania Football Confederation (OFC).
Programmata fra il 18 novembre e il 1º dicembre 2018 in Nuova Caledonia, la coppa ha visto affrontarsi per la prima volta nella sua storia otto squadre in rappresentanza delle proprie nazioni, svolgendo funzione di qualificazione al campionato mondiale femminile di calcio di Francia 2019, al quale ha avuto accesso la Nuova Zelanda come prima classificata. La vincitrice si è qualificata anche al torneo di calcio femminile delle Olimpiadi di Tokyo 2020.
La Nuova Zelanda ha vinto il campionato per la quarta volta consecutiva, la sesta complessiva, e si è qualificata al campionato mondiale 2019.

## Qualificazioni
Per la prima volta la Coppa è un torneo obbligatorio per le undici squadre affiliate alla OFC. Alla fase finale del torneo sono ammesse le sette nazionali con il migliore piazzamento nella classifica mondiale femminile della FIFA, mentre le restanti quattro nazionali disputano un torneo di qualificazione.
Le qualificazioni si disputano a Lautoka, nelle isole Figi, dal 25 al 31 agosto 2018. Le quattro nazionali impegnate (Samoa Americane, Figi, Isole Salomone e Vanuatu) disputano un girone all'italiana con partite di sola andata, al termine del quale la prima classificata è ammessa alla fase finale.

## Squadre partecipanti
| Pr. | Squadra            | Partecipante in quanto                      | Ultima presenza         |
| --- | ------------------ | ------------------------------------------- | ----------------------- |
| 1   | Nuova Caledonia    | Qualificazione automatica e paese ospitante | Nuova Caledonia 1983    |
| 2   | Isole Cook         | Qualificazione automatica                   | Papua Nuova Guinea 2014 |
| 3   | Nuova Zelanda      | Qualificazione automatica                   | Papua Nuova Guinea 2014 |
| 4   | Papua Nuova Guinea | Qualificazione automatica                   | Papua Nuova Guinea 2014 |
| 5   | Samoa              | Qualificazione automatica                   | Australia 2003          |
| 6   | Tahiti             | Qualificazione automatica                   | Nuova Zelanda 2010      |
| 7   | Tonga              | Qualificazione automatica                   | Papua Nuova Guinea 2014 |
| 8   | Figi               | Vincitrice delle qualificazioni             | Nuova Zelanda 2010      |

## Fase a gruppi

### Gruppo A

#### Classifica
| Pos. | Squadra            | Pt | G | V | N | P | GF | GS | DR  |
| ---- | ------------------ | -- | - | - | - | - | -- | -- | --- |
| 1.   | Papua Nuova Guinea | 9  | 3 | 3 | 0 | 0 | 14 | 3  | +11 |
| 2.   | Nuova Caledonia    | 6  | 3 | 2 | 0 | 1 | 8  | 8  | 0   |
| 3.   | Tahiti             | 1  | 3 | 0 | 1 | 2 | 8  | 12 | -4  |
| 4.   | Samoa              | 1  | 3 | 0 | 1 | 2 | 5  | 12 | -7  |

#### Risultati
| Arbitro: | Nadia Browning |

|  |           |                                                   |
|  | Marcatori | 17’, 22’, 53’ M. Gunemba 27’ Gabong 90+2’ Bauelua |

| Arbitro: | Morgan Archer |

|                      |           |                                    |
| Tamarii 27’ Hioe 45’ | Marcatori | 19’ Xowie 22’, 25’ Pahoa 81’ Lalie |

| Arbitro: | Tapaita Lelenga |

|                                           |           |                                                   |
| Teotahi 3’, 7’, 50’ Taumaa 10’ Hioe 45+4’ | Marcatori | 1’, 79’, 89’ Sataraka 4’ (aut.) Kimitete 21’ Malo |

| Arbitro: | Morgan Archer |

|                         |           |                                         |
| Maguire 48’ Gatha 90+3’ | Marcatori | 20’, 31’, 46’, 60’, 81’ Kaipu 36’ Padio |

| Arbitro: | Torika Delai |

|                                  |           |           |
| Unamba 31’ Padio 74’, 84’ (rig.) | Marcatori | 6’ Taumaa |

| Arbitro: | Ben Aukwai |

|                         |           |  |
| Ajapuhnya 50’ Xowie 67’ | Marcatori |  |

### Gruppo B

#### Classifica
| Pos. | Squadra       | Pt | G | V | N | P | GF | GS | DR  |
| ---- | ------------- | -- | - | - | - | - | -- | -- | --- |
| 1.   | Nuova Zelanda | 9  | 3 | 3 | 0 | 0 | 27 | 0  | +27 |
| 2.   | Figi          | 6  | 3 | 2 | 0 | 1 | 15 | 10 | +5  |
| 3.   | Tonga         | 3  | 3 | 1 | 0 | 2 | 1  | 23 | -22 |
| 4.   | Isole Cook    | 0  | 3 | 0 | 0 | 3 | 0  | 10 | -10 |

#### Risultati
| Arbitro: | Rani Perry |

|                                                                                            |           |  |
| White 8’, 15’ Longo 9’, 13’ Hassett 34’, 35’ Gregorius 37’, 39’, 52’ Percival 67’ Jale 88’ | Marcatori |  |

| Arbitro: | Roger Adams |

|  |           |                                       |
|  | Marcatori | 34’ Nasau 36’ Davis 57’ Tamanitoakula |

| Arbitro: | Fina Angelo |

|  |           |                                                                                            |
|  | Marcatori | 6’, 11’, 24’, 36’ Tamanitoakula 13’, 43’, 51’ Nasau 21’, 81’ Davis 22’, 30’, 90’ Diyalowai |

| Arbitro: | David Yareboinen |

|                                                             |           |  |
| Longo 13’ Rolston 15’, 44’ Rood 68’ Morton 90+1’ Jale 90+2’ | Marcatori |  |

| Arbitro: | Fina Angelo |

|            |           |  |
| L. Vaka 3’ | Marcatori |  |

| Arbitro: | Rani Perry |

|  |           |                                                                                           |
|  | Marcatori | 8’, 38’ Longo 16’, 24’, 88’ Gregorius 54’ Moore 58’, 79’ Rood 70’ (aut.) Tora 85’ Rolston |

## Fase a eliminazione diretta

### Tabellone
|  | Semifinali | Semifinali         | Semifinali    |               |      | Finale             | Finale             | Finale          |  |
|  |            |                    |               |               |      |                    |                    |                 |  |
|  | 1A         | Papua Nuova Guinea | 1             |               |      |                    |                    |                 |  |
|  | 1A         | Papua Nuova Guinea | 1             |               |      |                    |                    |                 |  |
|  | 2B         | Figi               | 5             |               |      |                    |                    |                 |  |
|  | 2B         | Figi               | 5             |               | Figi | Figi               | 0                  |                 |  |
|  |            |                    |               |               | Figi | Figi               | 0                  |                 |  |
|  |            |                    | Nuova Zelanda | Nuova Zelanda | 8    |                    |                    |                 |  |
|  | 1B         | Nuova Zelanda      | Nuova Zelanda | Nuova Zelanda | 8    | 8                  |                    |                 |  |
|  | 1B         | Nuova Zelanda      |               |               |      | 8                  |                    |                 |  |
|  | 2A         | Nuova Caledonia    | 0             |               |      | Finale 3º posto    | Finale 3º posto    | Finale 3º posto |  |
|  | 2A         | Nuova Caledonia    | 0             |               |      |                    |                    |                 |  |
|  |            |                    |               |               |      |                    |                    |                 |  |
|  |            |                    |               |               |      | Papua Nuova Guinea | Papua Nuova Guinea | 7               |  |
|  |            |                    |               |               |      | Papua Nuova Guinea | Papua Nuova Guinea | 7               |  |
|  |            |                    |               |               |      | Nuova Caledonia    | Nuova Caledonia    | 1               |  |

### Semifinali
| Arbitro: | Nadia Browning |

|                |           |                                                          |
| M. Gunemba 12’ | Marcatori | 24’, 65’ Davis 27’ Tamanitoakula 72’ Nasau 87’ Diyalowai |

| Arbitro: | Rani Perry |

|                                                                       |           |  |
| Hassett 1’ Rolston 7’, 20’, 43’ Bowen 26’ Satchell 31’ White 38’, 68’ | Marcatori |  |

### Finale per il terzo posto
| Arbitro: | Fina Angelo |

|                                                              |           |           |
| M. Gunemba 5’, 36’, 54’, 82’ Gabong 41’ Unamba 52’ Birum 84’ | Marcatori | 60’ Pahoa |

### Finale
La nazionale vincitrice si qualifica sia al campionato mondiale femminile di calcio 2019 sia al torneo di calcio femminile delle Olimpiadi di Tokyo 2020.
| Arbitro: | Tapaita Lelenga |

|  |           |                                                                                |
|  | Marcatori | 2’, 90+1’ White 6’ (rig.), 75’ Gregorius 38’, 55’ Hassett 45+2’ Moore 48’ Rood |

## Statistiche

### Classifica marcatrici
8 reti
- Sarah Gregorius
- Meagen Gunemba

6 reti
- Luisa Tamanitoakula
- Emma Rolston
- Rosie White

5 reti
- Trina Davis
- Cema Nasau

- Betsy Hassett
- Annalie Longo

- Marie Kaipu

4 reti
- Sofi Diyalowai
- Katie Rood

3 reti
- Jackie Pahoa
- Ramona Padio

- Sina Sataraka

- Carole Teotahi

2 reti
- Kamene Xowie
- Grace Jale
- Meikayla Moore

- Yvonne Gabong
- Selina Unamba

- Ninauea Hioe
- Hanihei Taumaa

1 rete
- Ami-Nata Ajapuhnya
- Sydney Gatha
- Aurélie Lalie
- Kim Maguire
- Katie Bowen

- Sarah Morton
- Ria Percival
- Paige Satchell
- Rayleen Bauelua
- Sandra Birum

- Hana Malo
- Tahia Tamarii
- Laveni Vaka

Autorete
- Mereoni Tora (1 a favore della Nuova Zelanda)
- Hana Kimitete (1 a favore delle Samoa)